# Plasma ricco in piastrine
Il plasma ricco di piastrine (noto anche come PRP, dall'inglese Platelet-rich plasma) è un emocomponente ad uso non trasfusionale: è un concentrato di piastrine, ottenuto mediante centrifugazione del sangue e caratterizzato dalla forte concentrazione di fattori di crescita. 
Diventa gel piastrinico quando, a fine preparazione, poco prima dell'utilizzo, viene aggiunto un elemento coagulante come ad esempio la batroxobina, che è una serina proteasi estratta dal veleno di vipera.
La sua capacità di stimolare la rigenerazione dei tessuti lo rende il fondamento di numerose metodiche in campo medico, soprattutto nell'ambito della chirurgia plastica e rigenerativa. L'efficacia dell'applicazione del PRP è un tema piuttosto controverso, oggetto di dibattito in determinati campi d'azione. Negli ultimi anni, grazie anche al progresso tecnico in materia, sono stati prodotti numerosi studi scientifici tesi a dimostrare l'efficacia dell'applicazione del PRP.

## Procedura di preparazione
Il PRP è una sostanza autologa: il sangue viene prelevato dallo stesso paziente nei confronti del quale è prevista la successiva applicazione. In seguito al prelievo, il sangue sottoposto a frazionamento, centrifugandolo fino ad ottenere una separazione in tre strati:
- PPP: Plasma Povero di Piastrine
- PRP: Plasma Ricco di Piastrine
- Globuli rossi

Il PRP viene quindi isolato e combinato con un attivatore piastrinico prima della somministrazione.

## Impiego clinico
L'utilizzo del PRP presenta diversi vantaggi rispetto a terapie classiche e il suo apporto di fattori di crescita lo rende uno dei più promettenti ambiti di ricerca in chirurgia.
L'utilizzo di materiale biologico autologo limita le possibilità di rigetto e velocizza sostanzialmente il decorso post operatorio. 
Il trattamento non presenta effetti collaterali per il paziente, a patto che la sua preparazione sia conforme ai requisiti di qualità e sicurezza imposti dalla normativa.
Le metodiche basate sull'utilizzo del Plasma Ricco di Piastrine si sviluppano a partire dagli anni '70 e rappresentano una delle branche più promettenti della ricerca, soprattutto per quanto riguarda la rigenerazione dei tessuti. 
Già ampiamente utilizzato per la cura dei pazienti vittime di ustioni, le metodiche basate sul PRP oggi hanno ampliato il proprio campo d'applicazione in vari ambiti specifici.

### Chirurgia maxillo-facciale
L'applicazione ai tessuti ossei è stata sviluppata soprattutto in ambito odontoiatrico. In tale contesto l'applicazione del PRP si è dimostrata utile di fronte alla necessità di sopperire alla scarsità di osso autologo con materiale alloplastico.

### Ortopedia
Le terapie basate su PRP attualmente sono proposte per il trattamento di patologie degenerative ortopediche ed è in fase sperimentale la cura nei confronti di lesioni cartilaginee e tendinee e artrosi precoce del ginocchio,dell'anca e della caviglia nonché per tendiniti.

### Chirurgia estetica
In ambito estetico il campo d'azione è particolarmente vasto e va sotto il nome di Chirurgia Plastica Rigenerativa. Il PRP, da solo o associato al tessuto adiposo (sempre autologo), viene somministrato per l'aumento del seno, la correzione dei difetti del volto e il trattamento di ulcere e cicatrici. Promettenti i risultati ottenuti nel trattamento dell'alopecia androgenetica, come emerso da studi scientifici pubblicati a partire dal 2013. Tra questi il più significativo per impact factor è lo studio scientifico-clinico randomizzato relativo alla valutazione clinico-strumentale dell'effetto del PRP nell'alopecia androgenetica pubblicato nel 2015 dal dott. Pietro Gentile e da un team multidisciplinare dell'Università di Roma Tor Vergata The Effect of Platelet-Rich Plasma in Hair Regrowth: A Randomized Placebo-Controlled Trial.  (Maggiori documenti sull'applicazione del PRP in ambito estetico nella sezione Fonti).